# Teodor Narbutt
Teodor Narbutt, in lituano: Teodoras Narbutas (Szawry, 8 novembre 1784 – Vilnius, 27 novembre 1864), fu uno storico romantico polacco-lituano e ingegnere militare al servizio dell'Impero russo. Viene ricordato soprattutto in quanto autore di un'opera storica in lingua polacca in nove volumi della Lituania dall'Alto Medioevo all'Unione di Lublino.

## Biografia

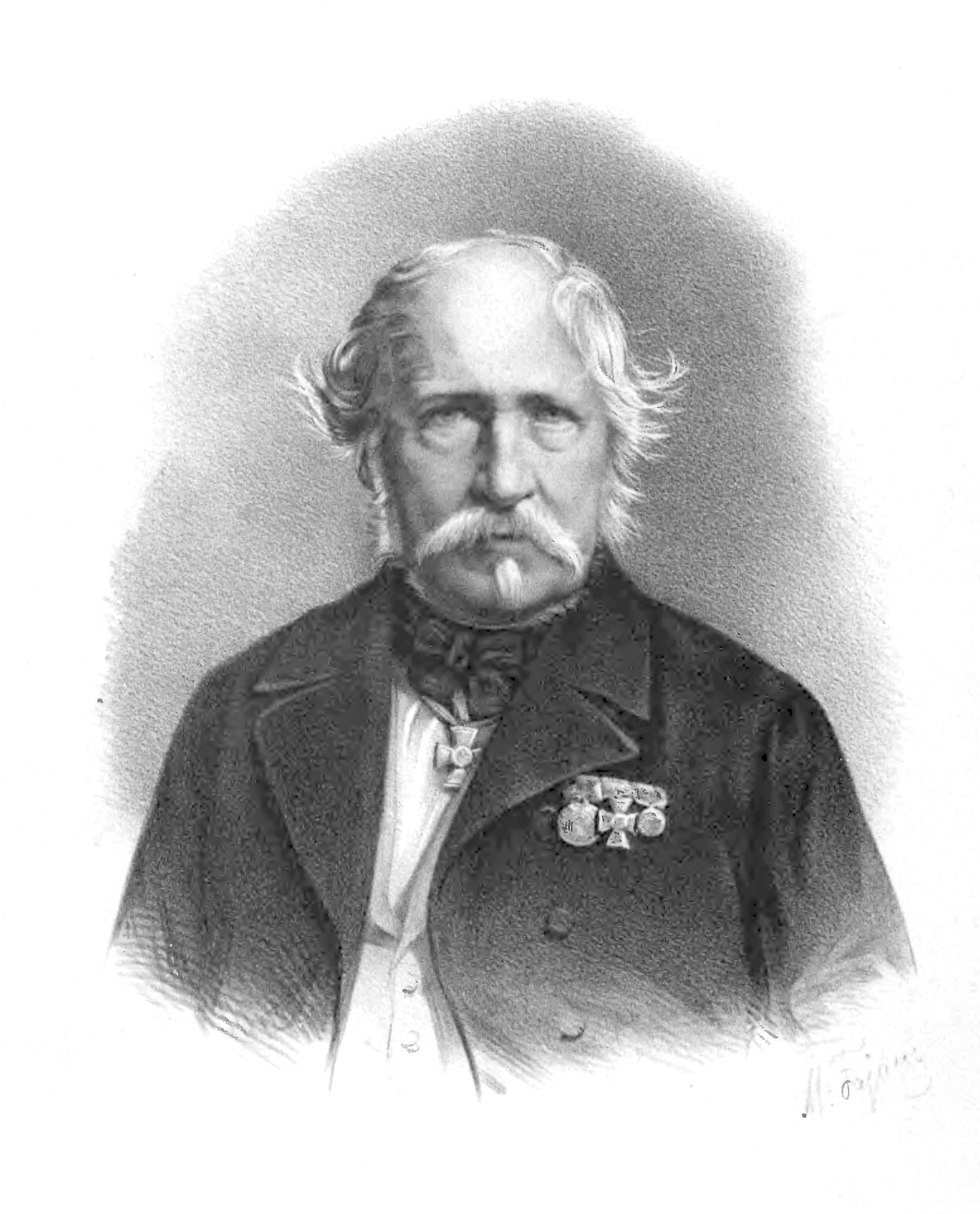
Teodor Narbutt in un ritratto di Maksymilian Fajans

Teodor Narbutt nacque nel 1784 nel villaggio di Szawry (l'attuale distretto di Voranava in Bielorussia) nella Confederazione polacco-lituana, in una famiglia benestante e membro della szlachta che utilizzava lo stemma Trąby. Quando era in giovane età, la sua patria fu spartita tra Russia, Austria e Prussia. Dopo essersi laureato in un collegio scolopico a Ljubečiv, Narbutt entrò all'Accademia di Vilna, dove nel 1803 si laureò in ingegneria. Si trasferì poi a San Pietroburgo, dove si unì al Corpo dei Cadetti. Prestò servizio nell'esercito imperiale russo, diventando capitano nel corpo di ingegneria sul campo. Partecipò alle campagne di Russia del 1807 e del 1812 contro Napoleone Bonaparte, costruendo nel 1809 la fortezza di Bobrujsk (moderna Babrujsk, Bielorussia), per la quale fu insignito dell'Ordine di Sant'Anna.
Allo stesso tempo, dal 1810 si interessò all'archeologia e iniziò a organizzare numerosi scavi nell'ex Granducato di Lituania. La sua passione per la storia, la cultura e il folclore delle terre dell'ex Granducato si manifestò per la prima volta dopo il 1817, anno in cui iniziò a scrivere articoli storici per vari giornali di Vilna. Egli si prodigò per realizzare una raccolta di copie di documenti relativi alla storia antica della Lituania, pubblicati nel 1846 nell'antologia Pomniki do dziejów litewskich (Monumenti della Storia Lituana). Tra le fonti primarie più importanti da lui pubblicate rientra la Letopis [cronaca] dei Granduchi di Lituania del XVI secolo, nota anche come cronaca di Bychowiec, dal nome del suo autore originale Aleksander Bychowiec.

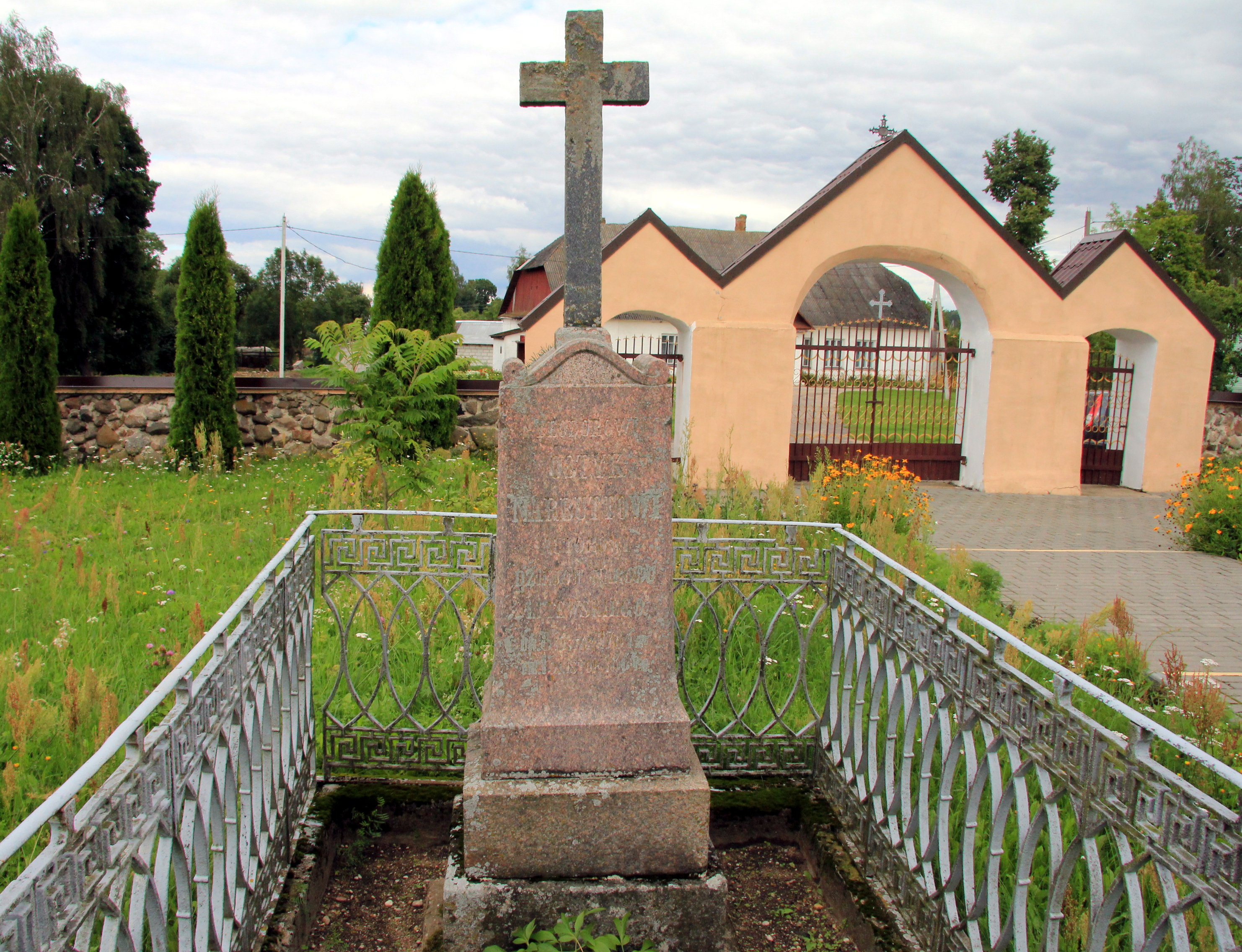
La tomba di Narbutt a Nacha, Bielorussia

Tra il 1835 e il 1841 pubblicò una monumentale opera in 9 volumi relativa alla Lituania, che copriva il periodo dalla preistoria all'Unione di Lublino. Sebbene in gran parte basato su racconti popolari, fonti dubbie e spesso falsificate, il testo ebbe un enorme impatto sia sugli storiografi lituani a lui coevi, sia in seguito in concomitanza con il risveglio nazionale. La sua versione dei fatti è diventata la prima relativa alla Lituania scritta interamente da una prospettiva lituana. Un'altra non voluta conseguenza che permise la diffusione dell'opera derivò dal fatto che si sottolineasse come il mondo ruteno fosse assai intersecato con quello lituano, spingendo pertanto storici e autorità russe a conferirgli un giudizio positivo. Per questa ragione, Narbutt ricevette dallo zar Nicola I un anello d'oro con un rubino, l'Ordine di Sant'Anna e l'Ordine di San Vladimiro. Nel 1856, Narbutt pubblicò un'altra raccolta di testi, comprendente fonti primarie originali e quelle falsificate da lui stesso. In quest'ultima categoria rientrava il Diario di von Kyburg, un resoconto inventato della Lituania nel XIII secolo.
Per tutta la sua vita, Narbutt rimase un perno chiave della Commissione Archeologica di Vilna, oltre ad essere un ingegnere di spicco. Tra il 1847 e il 1852 costruì una chiesa parrocchiale a Eišiškės (Ejszyszki in polacco), oggi in Lituania. Fiero patriota, la rivolta di gennaio mutò in maniera sensibile l'armonia familiare: sua moglie, Krystyna Narbutt nata Sadowska fu condannata al reinsediamento forzato in Siberia e non le fu permesso di tornare se non nel 1871. Suo figlio maggiore, Ludwik Narbutt, divenne un comandante di discreta fama delle forze polacche nell'area di Lida e perse la vita nel 1863 in uno scontro con i russi. Il figlio minore Bolesław fu condannato a morte dalle autorità russe, ma la sua sentenza venne successivamente commutata in ergastolo per via della sua giovane età. L'unica figlia di Narbutt, Teodora, dovette fuggire dal paese e fu condannata ai lavori forzati in contumacia. Lo stesso Narbutt si spense di lì a poco a Vilnius, nel 1864.

## Falsificazione dei documenti storici
Narbutt non seguì studi storici e divenne in futuro famoso per il suo approccio acritico e amatoriale alle fonti a sua disposizione. In assenza di scritti, egli si servì infatti spesso di testi dalla dubbia veridicità o addirittura inventati. Alcuni studiosi ritengono che tale operazione avvenne in buona fede o in maniera inconsapevole, mentre altri lo accusano di aver dato vita di proposito alle falsificazioni da lui prodotte. In particolare, gli storici hanno identificato le seguenti fonti, scoperte e pubblicate da Narbutt, come probabilmente inattendibili:
- Il diario di Konrad von Kyburg, scritto in latino o in alto-tedesco medio, resoconto del conte (Graf) Konrad von Kyburg della sua missione diplomatica del 1397 nel Granducato di Lituania. Sarebbe stato rinvenuto dal professore polacco Ignacy Żegota Onacewicz (1780-1845) in un archivio prussiano e noto solo tramite la traduzione di Narbutt in polacco, poiché l'originale è andato perduto.[8]
- Cronaca di Raudański/Raudonė, uno scritto in latino presumibilmente edito nel 1488 e dedicato ad Alessandro Jagellone. Scoperto a Raudonė (contea di Tauragė), faceva risalire la dinastia gediminide a un figlio di divinità pagane e forse si tratterebbe di un esempio di silva rerum, ovvero opere comuni in Polonia finalizzate a raccontare le imprese dei membri di una famiglia patrizia locale.[9][10]
- Cronaca di Rivius, un manoscritto in lingua tedesca presumibilmente scritto tra il 1697 e il 1730 da Jan Fryderyk Rivius conservato presso la Biblioteca dell'Accademia lituana delle scienze.[11]
- Documento su una rivolta studentesca religiosa a Vilnius nel 1644 quando Ladislao IV stava visitando la città.[12]
- Documento sulla costruzione delle mura di Vilnius che la racconta dall'inizio del 1500 alla seconda metà del XV secolo.[5]
- Immagine dello stemma pagano di Vilnius che, sebbene molto simile all'attuale insegna cittadina, raffigurava non San Cristoforo ma un gigante mitologico di nome Alcis con sulle spalle una donna.[13]

Almeno uno dei suoi riferimenti pubblicati in precedenza sospettati di essere un falso, ovvero la cronaca di Bychowiec, è oggi comunemente ritenuta autentica e pregnante di valore storico.

## Lascito

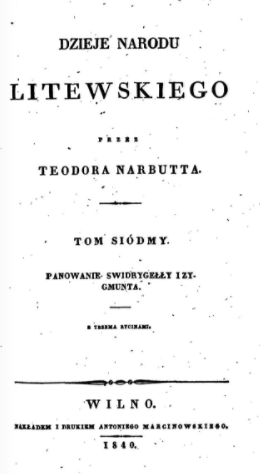
Frontespizio della Storia della Nazione Lituana di Narbutt, 7° volume

La storia della Lituania in nove volumi di Narbutt (1835–1841) è la prima opera che scinde gli eventi verificatisi in Lituania da quelli accaduti in Polonia. L'opera si conclude con l'Unione di Lublino (1569) e la morte del sovrano Sigismondo Augusto (1572), in quanto Narbutt credeva che la storia lituana cessò con la nascita della Confederazione polacco-lituana e con Augusto, ultimo sovrano della dinastia gedimino-jagellonica. Emergono una serie di inesattezze storiche nei suoi libri sin dai tempi più antichi: Narbutt infatti riprendeva ancora la leggenda secondo i lituani avevano radici che affondavano nell'Impero romano (ovvero i Polemonidi). Narbutt stava preparando una seconda edizione revisionata nel periodo immediatamente precedente alla sua morte, di cui è stato pubblicato solo una sintesi della storia lituana: Dzieje narodu litewskiego w krótkości zebrane (1847).
Nonostante le inesattezze storiche fatte notate da più partiti, i lituani nel XIX secolo, nel pieno del cosiddetto risveglio nazionale, accolsero con favore ogni opportunità di trarre ispirazione patriottica dal passato. Narbutt mantenne i contatti con i principali attivisti lituani del suo tempo e inviò una lunga serie di missive con Simonas Daukantas, autore della prima storia in lingua lituana della Lituania.
La sua assenza di giudizio critico nel differenziare fonti autentiche da falsi ha sminuito il valore del suo lavoro oggi, pur risultando i suoi contributi abbastanza importanti per la storia lituana. Narbutt svelò l'esistenza di diverse fonti storiche sconosciute, la più famosa delle quali è la cronaca di Bychowiec. Costituisce la versione più completa delle cronache lituane, formata da manoscritti risalenti alla prima metà del XVI secolo. Inoltre, Narbutt raggruppò e realizzò copie di molti testi originali tali da fungere da fonte per studi storici successivi.